# Cornus hongkongensis
Cornus hongkongensis är en kornellväxtart. Cornus hongkongensis ingår i släktet korneller, och familjen kornellväxter.

## Underarter
Arten delas in i följande underarter:
- C. h. elegans
- C. h. ferruginea
- C. h. gigantea
- C. h. hongkongensis
- C. h. melanotricha
- C. h. tonkinensis